# Rymacze
Rymacze (ukr. Римачі́) – wieś na Ukrainie w rejonie kowelskim obwodu wołyńskiego.
Na początku lat 90. XX wieku z inicjatywy środowiska 27 Dywizji Wołyńskiej Armii Krajowej z Chełma i Hrubieszowa i przy udziale Nadbużańskiego Oddziału Straży Granicznej w Chełmie odbudowano w Rymaczach miejscowy cmentarz polski.
Pierwsze wzmianki o wsi pochodzą z 1550 roku. Do II wojny światowej w pobliżu miejscowości znajdowały się wsie Kupracze, Ostrów i Terebejki. We wsi znajduje się kościół pw. św. Izydora Oracza, wybudowany w latach 1931-1933.
W 1943 roku we wsi powstał silny ośrodek samoobrony, dzięki bliskiej współpracy z oddziałem porucznika Kazimierza Filipowicza ps. „Korda” z 27 Wołyńskiej Dywizji Piechoty, mieszkańcy Rymacz oraz sąsiedniej wsi Jagodzin, uniknęli zagłady z rąk ukraińskich nacjonalistów.
Na terenie cmentarza parafialnego na wschód od stacji kolejowej Jahodyn znajduje się odrestaurowany w 1994 roku cmentarz żołnierzy 27 Wołyńskiej Dywizji Piechoty, na którym znajduje się około 150 pochowanych, poległych w kwietniu 1944 roku.
Do 2020 w rejonie lubomelskim.